# Dicerocaryum
Dicerocaryum é um género botânico pertencente à família Pedaliaceae.

## Sinonímia
Pretrea

## Espécies
- Dicerocaryum eriocarpum
- Dicerocaryum senecioides
- Dicerocaryum sinuatum
- Dicerocaryum zanguebarium